# Bailya weberi
Bailya weberi är en snäckart som först beskrevs av Watters 1983.  Bailya weberi ingår i släktet Bailya och familjen valthornssnäckor. Inga underarter finns listade i Catalogue of Life.